# فرانز بيك
فرانز بيك (28 فبراير 1898 - 12 ديسمبر 1978) ضابطًا ألمانيًا وقائد دبابة خلال الحرب العالمية الثانية. حصل على وسام الفارس الصليبي الحديدي بأوراق البلوط وسيوف ألمانيا النازية. في الثقافة الشعبية بعد الحرب، ويعتبر أحد «أبطال البانزر».

## ملخص الوظيفي
خلال الحرب العالمية الثانية، شارك في أكثر من 400 مهمة قتالية للدبابات، أدت 13 منها إلى تدمير دبابته. أصيب سبع مرات في القتال. 
الجوائز
- الصليب الحديدي (1914) الدرجة الثانية (15 يوليو 1916) [2]
- وسام الشرف في الحرب العالمية 1914/1918 [3]
- مشبك الصليب الحديدي (1939) الدرجة الثانية (26 سبتمبر 1939) [2]
- الصليب الحديدي (1939) الدرجة الأولى (1 يونيو 1940) [2]
- شارة بانزر الفضية: أربع جوائز حتى الصف الرابع؛ في الصف الخاص (100) [3]
- 3 شارات تدمير دبابات للمقاتلين الأفراد (17 يوليو 1943) [3]
- سام الفارس الصليبي الحديدي بأوراق البلوط والسيوف
  - صليب الفارس في 11 يناير 1943 بصفته رائد الاحتياط وقائد II./Panzer-Regiment 11 [4]
  - يغادر البلوط في 1 أغسطس 1943 بصفته رائد الاحتياط وقائد II./Panzer- المنطقة 11 [4]
  - السيوف في 21 فبراير 1944 بصفته أوبرسلوبمينت من الاحتياطيات وقائد الفوج بانزر 11 [4]

قام الجيش الأول والجيش التاسع عشر بترشيحه لوسام الفارس الصليبي الحديدي بأوراق البلوط والسيوف والماس لقيادته لواء بانزر 106. تم رفض الترشيح من قبل هاينريش هيملر بصفته كقائد عام لمجموعة جيوش أوبراين. 

### اقتباسات
1. 1 2  Stockert 2012.
2. 1 2 3  Thomas 1997.
3. 1 2 3  Wegmann 2004.
4. 1 2 3  Scherzer 2007.